# Ариадна (корвет, 1808)
«Ариадна» или «Арианда» — 16-пушечный парусный корвет Каспийской флотилии Российской империи, находившийся в составе флота с 1808 по 1819 год, участник русско-персидской войны 1804—1813 годов, в том числе штурма Ленкорани.

## Описание судна
Парусный корвет с деревянным корпусом, один из четырёх корветов типа «Казань». Длина судна по сведениям из различных источников составляла от 33,53 до 33,6 метра, ширина от 9,14 до 9,5 метра, а осадка от 3,18 до 3,8 метра. Вооружение судна состояло из 16 орудий.

## История службы

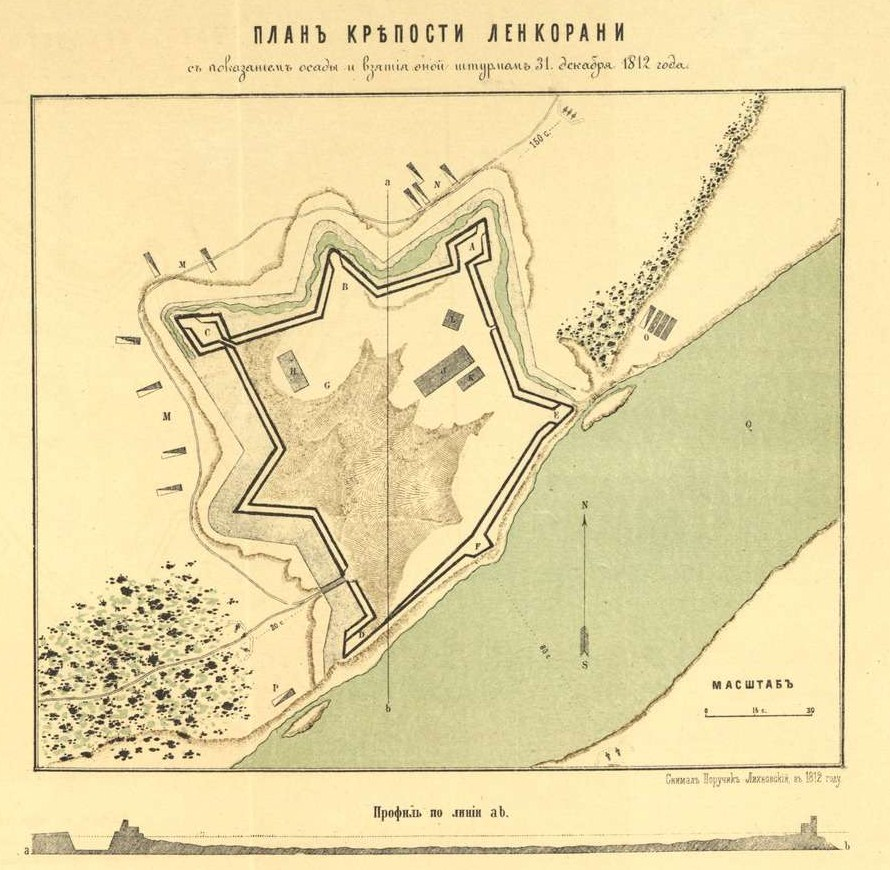
План Ленкоранской крепости и её осады

Корвет «Ариадна» был заложен на стапеле Казанского адмиралтейства 17 (29) августа 1807 года и после спуска на воду 21 мая (2 июня) 1808 года вошёл в состав Каспийской флотилии России. Строительство вёл кораблестроитель А. П. Антипьев.
В 1808 году по внутренним путям был переведён из Казани в Астрахань, в кампанию этого года находился при астраханском порте. 
Принимал участие в русско-персидской войне 1804—1813 годов. В навигацию 1809 года находился при астраханском порте и выходил в крейсерские плавания в Каспийское море. В кампанию 1810 года выходил в плавания к каспийским — «для описи Каспийского моря». В 1811 году совершал плавания у берегов берегам Персии, в кампанию этого года командир корвета капитан-лейтенант П. М. Рубановский был награждён орденом Святого Георгия IV класса за 18 морских кампаний.
Навигацию 1812 года также находился в плаваниях в том же море. С 9 (21) декабря 1812 года по 1 (13) января 1813 года в составе отряда капитана 1-го ранга Е. В. Веселаго, состоявшего помимо корвета из бомбардирского корабля «Гром», люгера «Белка» и одного шхоута, вёл бомбардировку крепости Ленкорань и высадил десант, тем самым оказывая содействие сухопутным войскам, штурмовавшим крепость. После взятия крепости была открыта прямая дорога для русских войск для вторжения в Персию. 
С 1814 по 1819 год выходил в практические плавания в Каспийское море в составе эскадры капитан-командора Е. В. Веселаго.
Во время одного из практических плаваний в 1819 году корвет «Ариадна» разбился у персидских берегов.

## Командиры корвета
Командирами корвета «Ариадна» в составе Российского императорского флота в разное время служили:
- лейтенант К. А. Колокольцов (1808—1809 годы)[6];
- капитан-лейтенант П. М. Рубановский (1810—1811 годы)[14];
- капитан-лейтенант В. И. Александрович (1813—1814 годы)[15];
- капитан-лейтенант С. А. Николаев (1815—1819 годы)[16][12].

### Комментарии
1. ↑  Всего в рамках серии было построено 4 корвета: 2 корвета «Казань» 1807 и 1816 годов постройки, «Арианда» и «Геркулес»[1].
2. ↑  110 футов[2].
3. ↑  30 футов[2].
4. ↑  12 футов 6 дюймов[2].
5. ↑  В экипаж в 1809 году входил капитан Каспийского морского батальона А. Н. Хватков[7][значимость факта?].